# 圣马索
圣马索（法語：Saint-Marceau，法語發音：[sɛ̃ maʁso]）是法国萨尔特省的一个市镇，属于马梅尔斯区。

## 地理
圣马索（48°10'48"N, 0°7'39"E）面积8.91 平方千米，位于法国卢瓦尔河地区大区萨尔特省，该省份为法国西北部内陆省份，北起顺时针与奥恩省、厄尔-卢瓦省、卢瓦-谢尔省、安德尔-卢瓦尔省、曼恩-卢瓦尔省和马耶讷省接壤，是法国大西部的入口，连接卢瓦尔河谷、布列塔尼和巴黎盆地。
与圣马索接壤的市镇（或旧市镇、城区）包括：马雷谢、泰耶、勒特龙谢、阿塞勒里布勒、圣让达塞。

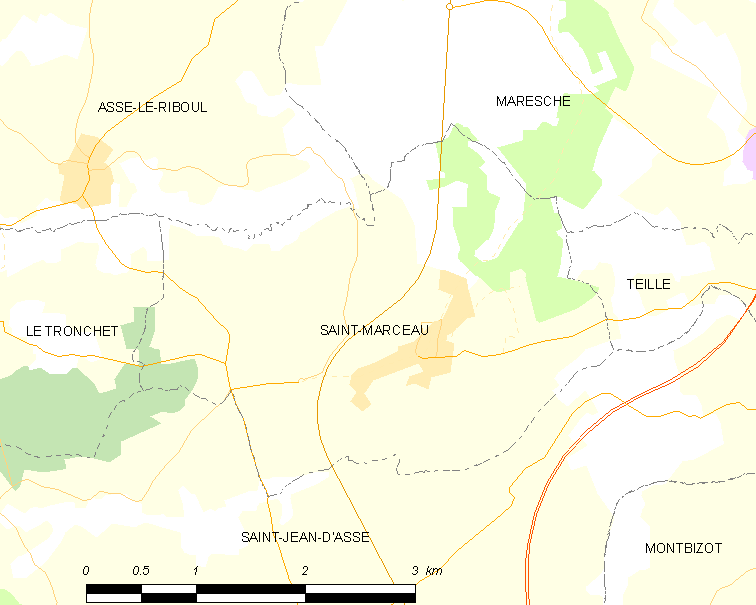
圣马索的OSM定位图

圣马索的时区为UTC+01:00、UTC+02:00（夏令时）。

## 行政
圣马索的邮政编码为72170，INSEE市镇编码为72297。

## 政治
圣马索所属的省级选区为锡耶勒纪尧姆县。

## 人口

1962-2008年间圣马索人口变化图示

圣马索于2022年1月1日时的人口数量为536人。